# 1601
Portal Geschichte | Portal Biografien | Aktuelle Ereignisse | Jahreskalender | Tagesartikel

◄ |
16. Jahrhundert |
17. Jahrhundert
| 18. Jahrhundert | ►

◄ |
1570er |
1580er |
1590er |
1600er
| 1610er | 1620er | 1630er | ►

◄◄ |
◄ |
1597 |
1598 |
1599 |
1600 |
1601
| 1602 | 1603 | 1604 | 1605 | ► | ►►
Staatsoberhäupter  · Nekrolog   · Musikjahr
| Januar | Januar | Januar | Januar | Januar | Januar | Januar | Januar |
| Kw     | Mo     | Di     | Mi     | Do     | Fr     | Sa     | So     |
| 1      | 1      | 2      | 3      | 4      | 5      | 6      | 7      |
| 2      | 8      | 9      | 10     | 11     | 12     | 13     | 14     |
| 3      | 15     | 16     | 17     | 18     | 19     | 20     | 21     |
| 4      | 22     | 23     | 24     | 25     | 26     | 27     | 28     |
| 5      | 29     | 30     | 31     |        |        |        |        |
| ------ | ------ | ------ | ------ | ------ | ------ | ------ | ------ |

| Februar | Februar | Februar | Februar | Februar | Februar | Februar | Februar |
| Kw      | Mo      | Di      | Mi      | Do      | Fr      | Sa      | So      |
| 5       |         |         |         | 1       | 2       | 3       | 4       |
| 6       | 5       | 6       | 7       | 8       | 9       | 10      | 11      |
| 7       | 12      | 13      | 14      | 15      | 16      | 17      | 18      |
| 8       | 19      | 20      | 21      | 22      | 23      | 24      | 25      |
| 9       | 26      | 27      | 28      |         |         |         |         |
| ------- | ------- | ------- | ------- | ------- | ------- | ------- | ------- |

| März | März | März | März | März | März | März | März |
| Kw   | Mo   | Di   | Mi   | Do   | Fr   | Sa   | So   |
| 9    |      |      |      | 1    | 2    | 3    | 4    |
| 10   | 5    | 6    | 7    | 8    | 9    | 10   | 11   |
| 11   | 12   | 13   | 14   | 15   | 16   | 17   | 18   |
| 12   | 19   | 20   | 21   | 22   | 23   | 24   | 25   |
| 13   | 26   | 27   | 28   | 29   | 30   | 31   |      |
| ---- | ---- | ---- | ---- | ---- | ---- | ---- | ---- |

| April | April | April | April | April | April | April | April |
| Kw    | Mo    | Di    | Mi    | Do    | Fr    | Sa    | So    |
| 13    |       |       |       |       |       |       | 1     |
| 14    | 2     | 3     | 4     | 5     | 6     | 7     | 8     |
| 15    | 9     | 10    | 11    | 12    | 13    | 14    | 15    |
| 16    | 16    | 17    | 18    | 19    | 20    | 21    | 22    |
| 17    | 23    | 24    | 25    | 26    | 27    | 28    | 29    |
| 18    | 30    |       |       |       |       |       |       |
| ----- | ----- | ----- | ----- | ----- | ----- | ----- | ----- |

| Mai | Mai | Mai | Mai | Mai | Mai | Mai | Mai |
| Kw  | Mo  | Di  | Mi  | Do  | Fr  | Sa  | So  |
| 18  |     | 1   | 2   | 3   | 4   | 5   | 6   |
| 19  | 7   | 8   | 9   | 10  | 11  | 12  | 13  |
| 20  | 14  | 15  | 16  | 17  | 18  | 19  | 20  |
| 21  | 21  | 22  | 23  | 24  | 25  | 26  | 27  |
| 22  | 28  | 29  | 30  | 31  |     |     |     |
| --- | --- | --- | --- | --- | --- | --- | --- |

| Juni | Juni | Juni | Juni | Juni | Juni | Juni | Juni |
| Kw   | Mo   | Di   | Mi   | Do   | Fr   | Sa   | So   |
| 22   |      |      |      |      | 1    | 2    | 3    |
| 23   | 4    | 5    | 6    | 7    | 8    | 9    | 10   |
| 24   | 11   | 12   | 13   | 14   | 15   | 16   | 17   |
| 25   | 18   | 19   | 20   | 21   | 22   | 23   | 24   |
| 26   | 25   | 26   | 27   | 28   | 29   | 30   |      |
| ---- | ---- | ---- | ---- | ---- | ---- | ---- | ---- |

| Juli | Juli | Juli | Juli | Juli | Juli | Juli | Juli |
| Kw   | Mo   | Di   | Mi   | Do   | Fr   | Sa   | So   |
| 26   |      |      |      |      |      |      | 1    |
| 27   | 2    | 3    | 4    | 5    | 6    | 7    | 8    |
| 28   | 9    | 10   | 11   | 12   | 13   | 14   | 15   |
| 29   | 16   | 17   | 18   | 19   | 20   | 21   | 22   |
| 30   | 23   | 24   | 25   | 26   | 27   | 28   | 29   |
| 31   | 30   | 31   |      |      |      |      |      |
| ---- | ---- | ---- | ---- | ---- | ---- | ---- | ---- |

| August | August | August | August | August | August | August | August |
| Kw     | Mo     | Di     | Mi     | Do     | Fr     | Sa     | So     |
| 31     |        |        | 1      | 2      | 3      | 4      | 5      |
| 32     | 6      | 7      | 8      | 9      | 10     | 11     | 12     |
| 33     | 13     | 14     | 15     | 16     | 17     | 18     | 19     |
| 34     | 20     | 21     | 22     | 23     | 24     | 25     | 26     |
| 35     | 27     | 28     | 29     | 30     | 31     |        |        |
| ------ | ------ | ------ | ------ | ------ | ------ | ------ | ------ |

| September | September | September | September | September | September | September | September |
| Kw        | Mo        | Di        | Mi        | Do        | Fr        | Sa        | So        |
| 35        |           |           |           |           |           | 1         | 2         |
| 36        | 3         | 4         | 5         | 6         | 7         | 8         | 9         |
| 37        | 10        | 11        | 12        | 13        | 14        | 15        | 16        |
| 38        | 17        | 18        | 19        | 20        | 21        | 22        | 23        |
| 39        | 24        | 25        | 26        | 27        | 28        | 29        | 30        |
| --------- | --------- | --------- | --------- | --------- | --------- | --------- | --------- |

| Oktober | Oktober | Oktober | Oktober | Oktober | Oktober | Oktober | Oktober |
| Kw      | Mo      | Di      | Mi      | Do      | Fr      | Sa      | So      |
| 40      | 1       | 2       | 3       | 4       | 5       | 6       | 7       |
| 41      | 8       | 9       | 10      | 11      | 12      | 13      | 14      |
| 42      | 15      | 16      | 17      | 18      | 19      | 20      | 21      |
| 43      | 22      | 23      | 24      | 25      | 26      | 27      | 28      |
| 44      | 29      | 30      | 31      |         |         |         |         |
| ------- | ------- | ------- | ------- | ------- | ------- | ------- | ------- |

| November | November | November | November | November | November | November | November |
| Kw       | Mo       | Di       | Mi       | Do       | Fr       | Sa       | So       |
| 44       |          |          |          | 1        | 2        | 3        | 4        |
| 45       | 5        | 6        | 7        | 8        | 9        | 10       | 11       |
| 46       | 12       | 13       | 14       | 15       | 16       | 17       | 18       |
| 47       | 19       | 20       | 21       | 22       | 23       | 24       | 25       |
| 48       | 26       | 27       | 28       | 29       | 30       |          |          |
| -------- | -------- | -------- | -------- | -------- | -------- | -------- | -------- |

| Dezember | Dezember | Dezember | Dezember | Dezember | Dezember | Dezember | Dezember |
| Kw       | Mo       | Di       | Mi       | Do       | Fr       | Sa       | So       |
| 48       |          |          |          |          |          | 1        | 2        |
| 49       | 3        | 4        | 5        | 6        | 7        | 8        | 9        |
| 50       | 10       | 11       | 12       | 13       | 14       | 15       | 16       |
| 51       | 17       | 18       | 19       | 20       | 21       | 22       | 23       |
| 52       | 24       | 25       | 26       | 27       | 28       | 29       | 30       |
| 1        | 31       |          |          |          |          |          |          |
| -------- | -------- | -------- | -------- | -------- | -------- | -------- | -------- |

| Januar | Januar | Januar | Januar | Januar | Januar | Januar | Januar |
| Kw     | Mo     | Di     | Mi     | Do     | Fr     | Sa     | So     |
| 1      | 1      | 2      | 3      | 4      | 5      | 6      | 7      |
| 2      | 8      | 9      | 10     | 11     | 12     | 13     | 14     |
| 3      | 15     | 16     | 17     | 18     | 19     | 20     | 21     |
| 4      | 22     | 23     | 24     | 25     | 26     | 27     | 28     |
| 5      | 29     | 30     | 31     |        |        |        |        |
| ------ | ------ | ------ | ------ | ------ | ------ | ------ | ------ |

| Februar | Februar | Februar | Februar | Februar | Februar | Februar | Februar |
| Kw      | Mo      | Di      | Mi      | Do      | Fr      | Sa      | So      |
| 5       |         |         |         | 1       | 2       | 3       | 4       |
| 6       | 5       | 6       | 7       | 8       | 9       | 10      | 11      |
| 7       | 12      | 13      | 14      | 15      | 16      | 17      | 18      |
| 8       | 19      | 20      | 21      | 22      | 23      | 24      | 25      |
| 9       | 26      | 27      | 28      |         |         |         |         |
| ------- | ------- | ------- | ------- | ------- | ------- | ------- | ------- |

| März | März | März | März | März | März | März | März |
| Kw   | Mo   | Di   | Mi   | Do   | Fr   | Sa   | So   |
| 9    |      |      |      | 1    | 2    | 3    | 4    |
| 10   | 5    | 6    | 7    | 8    | 9    | 10   | 11   |
| 11   | 12   | 13   | 14   | 15   | 16   | 17   | 18   |
| 12   | 19   | 20   | 21   | 22   | 23   | 24   | 25   |
| 13   | 26   | 27   | 28   | 29   | 30   | 31   |      |
| ---- | ---- | ---- | ---- | ---- | ---- | ---- | ---- |

| April | April | April | April | April | April | April | April |
| Kw    | Mo    | Di    | Mi    | Do    | Fr    | Sa    | So    |
| 13    |       |       |       |       |       |       | 1     |
| 14    | 2     | 3     | 4     | 5     | 6     | 7     | 8     |
| 15    | 9     | 10    | 11    | 12    | 13    | 14    | 15    |
| 16    | 16    | 17    | 18    | 19    | 20    | 21    | 22    |
| 17    | 23    | 24    | 25    | 26    | 27    | 28    | 29    |
| 18    | 30    |       |       |       |       |       |       |
| ----- | ----- | ----- | ----- | ----- | ----- | ----- | ----- |

| Mai | Mai | Mai | Mai | Mai | Mai | Mai | Mai |
| Kw  | Mo  | Di  | Mi  | Do  | Fr  | Sa  | So  |
| 18  |     | 1   | 2   | 3   | 4   | 5   | 6   |
| 19  | 7   | 8   | 9   | 10  | 11  | 12  | 13  |
| 20  | 14  | 15  | 16  | 17  | 18  | 19  | 20  |
| 21  | 21  | 22  | 23  | 24  | 25  | 26  | 27  |
| 22  | 28  | 29  | 30  | 31  |     |     |     |
| --- | --- | --- | --- | --- | --- | --- | --- |

| Juni | Juni | Juni | Juni | Juni | Juni | Juni | Juni |
| Kw   | Mo   | Di   | Mi   | Do   | Fr   | Sa   | So   |
| 22   |      |      |      |      | 1    | 2    | 3    |
| 23   | 4    | 5    | 6    | 7    | 8    | 9    | 10   |
| 24   | 11   | 12   | 13   | 14   | 15   | 16   | 17   |
| 25   | 18   | 19   | 20   | 21   | 22   | 23   | 24   |
| 26   | 25   | 26   | 27   | 28   | 29   | 30   |      |
| ---- | ---- | ---- | ---- | ---- | ---- | ---- | ---- |

| Juli | Juli | Juli | Juli | Juli | Juli | Juli | Juli |
| Kw   | Mo   | Di   | Mi   | Do   | Fr   | Sa   | So   |
| 26   |      |      |      |      |      |      | 1    |
| 27   | 2    | 3    | 4    | 5    | 6    | 7    | 8    |
| 28   | 9    | 10   | 11   | 12   | 13   | 14   | 15   |
| 29   | 16   | 17   | 18   | 19   | 20   | 21   | 22   |
| 30   | 23   | 24   | 25   | 26   | 27   | 28   | 29   |
| 31   | 30   | 31   |      |      |      |      |      |
| ---- | ---- | ---- | ---- | ---- | ---- | ---- | ---- |

| August | August | August | August | August | August | August | August |
| Kw     | Mo     | Di     | Mi     | Do     | Fr     | Sa     | So     |
| 31     |        |        | 1      | 2      | 3      | 4      | 5      |
| 32     | 6      | 7      | 8      | 9      | 10     | 11     | 12     |
| 33     | 13     | 14     | 15     | 16     | 17     | 18     | 19     |
| 34     | 20     | 21     | 22     | 23     | 24     | 25     | 26     |
| 35     | 27     | 28     | 29     | 30     | 31     |        |        |
| ------ | ------ | ------ | ------ | ------ | ------ | ------ | ------ |

| September | September | September | September | September | September | September | September |
| Kw        | Mo        | Di        | Mi        | Do        | Fr        | Sa        | So        |
| 35        |           |           |           |           |           | 1         | 2         |
| 36        | 3         | 4         | 5         | 6         | 7         | 8         | 9         |
| 37        | 10        | 11        | 12        | 13        | 14        | 15        | 16        |
| 38        | 17        | 18        | 19        | 20        | 21        | 22        | 23        |
| 39        | 24        | 25        | 26        | 27        | 28        | 29        | 30        |
| --------- | --------- | --------- | --------- | --------- | --------- | --------- | --------- |

| Oktober | Oktober | Oktober | Oktober | Oktober | Oktober | Oktober | Oktober |
| Kw      | Mo      | Di      | Mi      | Do      | Fr      | Sa      | So      |
| 40      | 1       | 2       | 3       | 4       | 5       | 6       | 7       |
| 41      | 8       | 9       | 10      | 11      | 12      | 13      | 14      |
| 42      | 15      | 16      | 17      | 18      | 19      | 20      | 21      |
| 43      | 22      | 23      | 24      | 25      | 26      | 27      | 28      |
| 44      | 29      | 30      | 31      |         |         |         |         |
| ------- | ------- | ------- | ------- | ------- | ------- | ------- | ------- |

| November | November | November | November | November | November | November | November |
| Kw       | Mo       | Di       | Mi       | Do       | Fr       | Sa       | So       |
| 44       |          |          |          | 1        | 2        | 3        | 4        |
| 45       | 5        | 6        | 7        | 8        | 9        | 10       | 11       |
| 46       | 12       | 13       | 14       | 15       | 16       | 17       | 18       |
| 47       | 19       | 20       | 21       | 22       | 23       | 24       | 25       |
| 48       | 26       | 27       | 28       | 29       | 30       |          |          |
| -------- | -------- | -------- | -------- | -------- | -------- | -------- | -------- |

| Dezember | Dezember | Dezember | Dezember | Dezember | Dezember | Dezember | Dezember |
| Kw       | Mo       | Di       | Mi       | Do       | Fr       | Sa       | So       |
| 48       |          |          |          |          |          | 1        | 2        |
| 49       | 3        | 4        | 5        | 6        | 7        | 8        | 9        |
| 50       | 10       | 11       | 12       | 13       | 14       | 15       | 16       |
| 51       | 17       | 18       | 19       | 20       | 21       | 22       | 23       |
| 52       | 24       | 25       | 26       | 27       | 28       | 29       | 30       |
| 1        | 31       |          |          |          |          |          |          |
| -------- | -------- | -------- | -------- | -------- | -------- | -------- | -------- |

## Ereignisse

### Politik und Weltgeschehen

#### Frankreich
- 17. Januar: Im Frieden von Lyon tritt Piemont-Savoyen unter Herzog Karl Emanuel I. endgültig die historischen Landschaften Bugey und Bresse sowie Valromey und Pays de Gex an Frankreich ab.

#### England / Irland

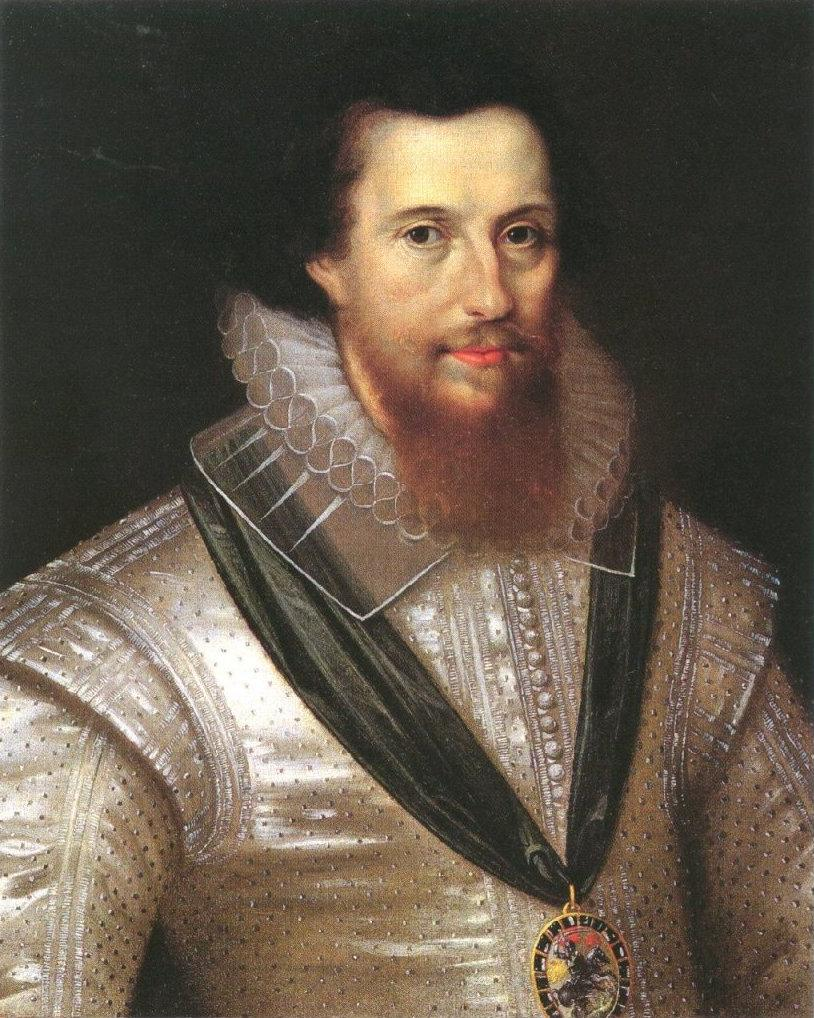
Robert Devereux, 2. Earl of Essex

- 08. Februar: Robert Devereux, 2. Earl of Essex, ein entfernter Verwandter von Königin Elisabeth I., versucht mit Waffengewalt, die Kontrolle über London und den Privy Council zu erlangen. Der Staatsstreich scheitert jedoch, und er wird am 25. Februar hingerichtet. Sein Mitverschwörer Henry Wriothesley, 3. Earl of Southampton, wird ebenfalls verhaftet, allerdings später begnadigt.
- 02. Oktober: Bei der bis zum 3. Januar 1602 dauernden Belagerung von Kinsale im Neunjährigen Krieg wird das gälische Irland wieder unter englische Kontrolle gebracht. Aufgrund der Beteiligung spanischer Truppen gilt diese Belagerung auch als Teil des Englisch-Spanischen Krieges. Der irische Clanführer Aodh Mór Ó Néill, 2. Earl of Tyrone, zieht sich nach der Niederlage nach Ulster zurück, wo er sich auf einen Guerillakrieg beschränkt.
- 30. November: Die englische Königin Elisabeth I. richtet im Palace of Whitehall die Goldene Rede an die versammelten Parlamentsmitglieder, die sich bei ihr wegen ihrer Verteilung von Handelsrechten beschweren wollten.

#### Achtzigjähriger Krieg
- 5. Juli: Spanische Truppen beginnen im Verlauf des Achtzigjährigen Krieges mit der Belagerung von Ostende.

#### Osteuropa
Nach einer Versöhnung des nunmehr landlosen Mihai Viteazul, des früheren Fürsten der Walachei, Siebenbürgens und Moldaus, mit Kaiser Rudolf II. in Prag wird er als kaiserlicher Vasall gemeinsam mit dem habsburgischen Heerführer Giorgio Basta zur neuerlichen Kampagne ins Karpatenbecken geschickt. Mihai soll die Walachei und Siebenbürgen zurückgewinnen und dort als habsburgischer Vasall regieren. Gemeinsam besiegen sie das Aufgebot der siebenbürgischen Stände und des Fürsten Sigismund Báthory bei Guruslau/Gorószló am 3. August. Mihai, dessen Soldateska das Land wie in den Jahren zuvor wegen ausbleibender Soldzahlungen zu verwüsten beginnt, wird einige Tage später in Câmpia Turzii auf Anordnung von Giorgio Basta ermordet, da dieser ihn politisch für gefährlich hält.

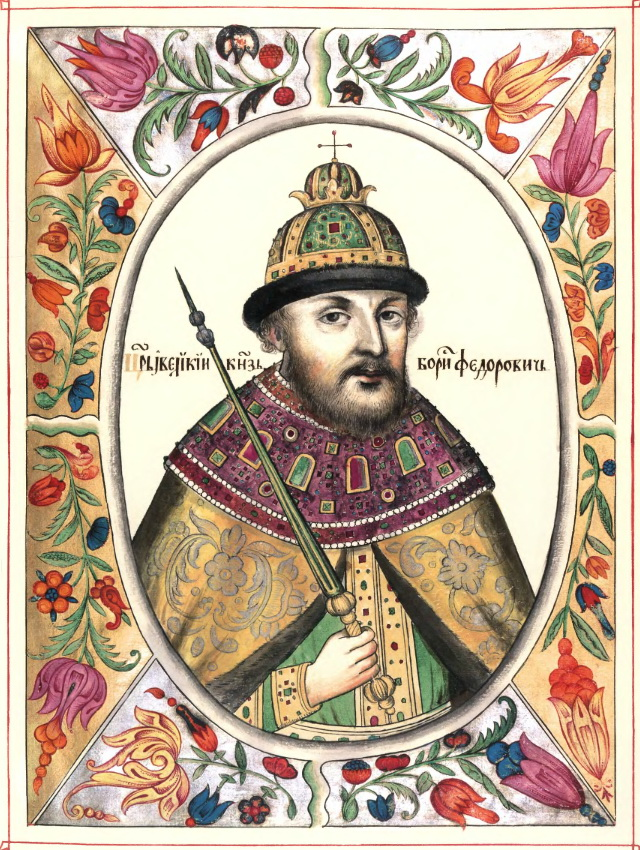
Zar Boris Godunow

In Russland beginnt sich die Leibeigenschaft durchzusetzen, nachdem Zar Boris Godunow die Bewegungsfreiheit der Bauern eingeschränkt hat.

#### Heiliges Römisches Reich
In Sachsen wird der ehemalige Kanzler Nikolaus Krell als des Kryptokalvinismus Beschuldigter auf Betreiben der sächsischen Kurfürstin-Witwe Sophie von Sachsen hingerichtet.

#### Asien
Der Safawide Abbas I. der Große besetzt Bahrain, um sein Reich zu konsolidieren.

### Wirtschaft
- Am 22. Dezember bewilligt der Salzburger Fürsterzbischof Wolf Dietrich von Raitenau die Braugerechtssamkeit in Obertrum. Das gilt als das Gründungsdatum der Trumer Privatbrauerei.
- Im zweiten bekannten Patentverletzungsprozess der Welt wegen eines „newerfunden Mühlwerckh“ zum Schleifen von Schmucksteinen in Nürnberg erwirkt der Schutzrechtsinhaber gegen den Verletzer einen Unterlassungsanspruch und eine Strafe von 10 Gulden.
- In den Niederlanden werden seit diesem Jahr Gulden geprägt.

### Wissenschaft und Technik
- Thomas Harriot entdeckt das Brechungsgesetz des Lichts wieder, versäumt aber eine Publikation.
- Das Kaiser-Karls-Gymnasium in Aachen wird gegründet.

### Kultur
- 18. April: Der Grundstein zum Neubau der Kathedrale von Orléans wird gelegt.
- Den Opfern der trotz des seit 1587 geltenden Verbots fortgesetzten Praxis der Kastration bietet Papst Clemens VIII. eine Existenz als Sänger für hohe Stimmen im päpstlichen Chor.
- Hans Leo Haßler veröffentlicht in Nürnberg seine Liedersammlung Lustgarten neuer teutscher Gesäng, Balletti, Gaillarden und Intraden. Das Werk enthält unter anderem das Lied Mein G’müt ist mir verwirret.

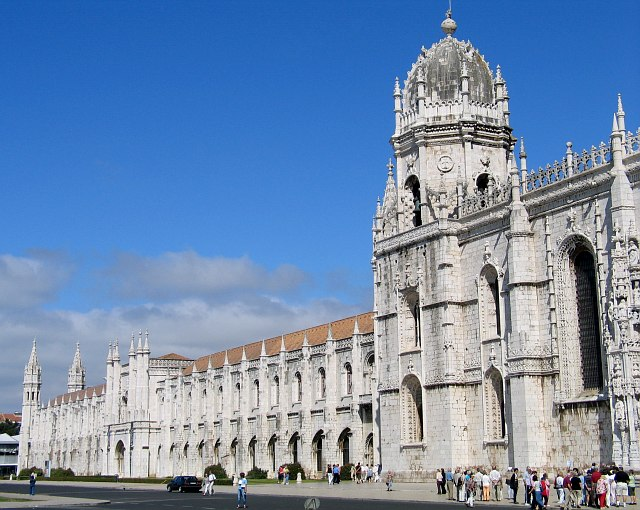
Mosteiro dos Jerónimos

- Nach hundertjähriger Bauzeit wird der im Stil der Manuelinik errichtete Mosteiro dos Jerónimos (Hieronymuskloster) in Lissabon fertiggestellt.

### Religion
Im Rahmen des Reichstages in Regensburg beginnt am 18. November auf Initiative von Herzog Maximilian von Bayern und Herzog Philipp Ludwig von Pfalz-Neuburg das Regensburger Religionsgespräch. Die Verhandlungen finden im Regensburger Rathaus statt und werden in lateinischer Sprache geführt. Auf protestantischer Seite sind Ägidius Hunnius, Theologieprofessor in Wittenberg, und Jakob Hailbronner, Hofprediger in Neuburg, maßgeblich beteiligt, auf katholischer Seite der Ingolstädter Professor und Universitäts-Vizekanzler Albert Hunger und der ebenfalls in Ingolstadt lehrende Jakob Gretser. Nach 14 Arbeitssitzungen scheitert das Gespräch am 7. Dezember, vor allem wegen der in beiden Lagern fehlenden Bereitschaft, auf Polemik und Beschimpfungen zu verzichten. Es gilt als das letzte große Religionsgespräch, das im Rahmen eines Reichstages stattfindet.

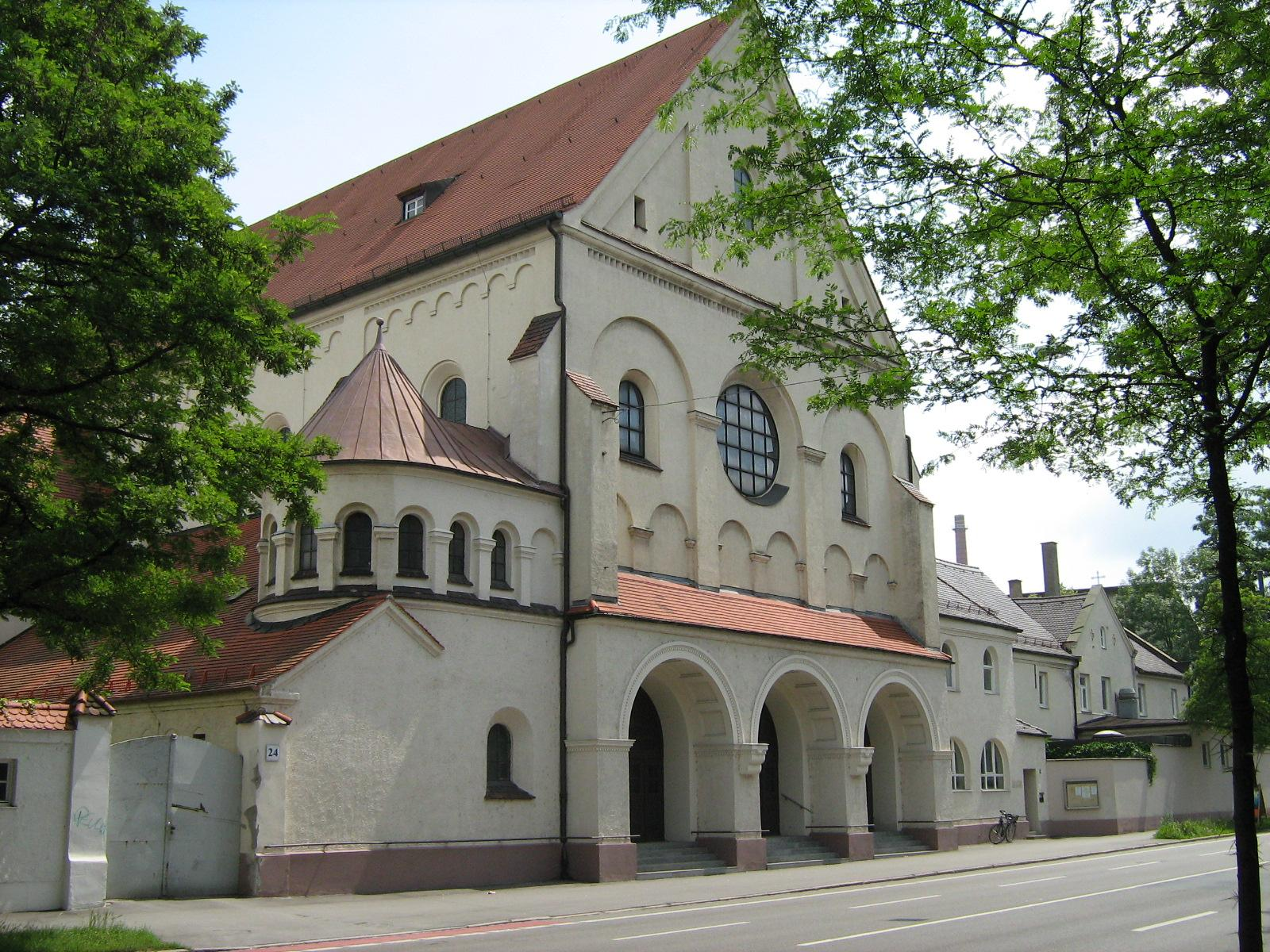
St. Sebastian

- Das Kloster St. Sebastian in Augsburg wird von der Familie Fugger gegründet.

### Katastrophen
- 18. September: Ein Erdbeben mit Zentrum in Unterwalden in der Zentralschweiz fordert angeblich acht Tote. Erschütterungen sind in der ganzen damaligen Schweiz zu spüren. Die durch das Erdbeben ausgelösten Erdrutsche führen zu einer vermutlich bis zu vier Meter hohen Flutwelle im Vierwaldstättersee, die in der Stadt Luzern beträchtliche Schäden anrichtet. (Staatsarchiv Luzern)

## Historische Karten und Ansichten

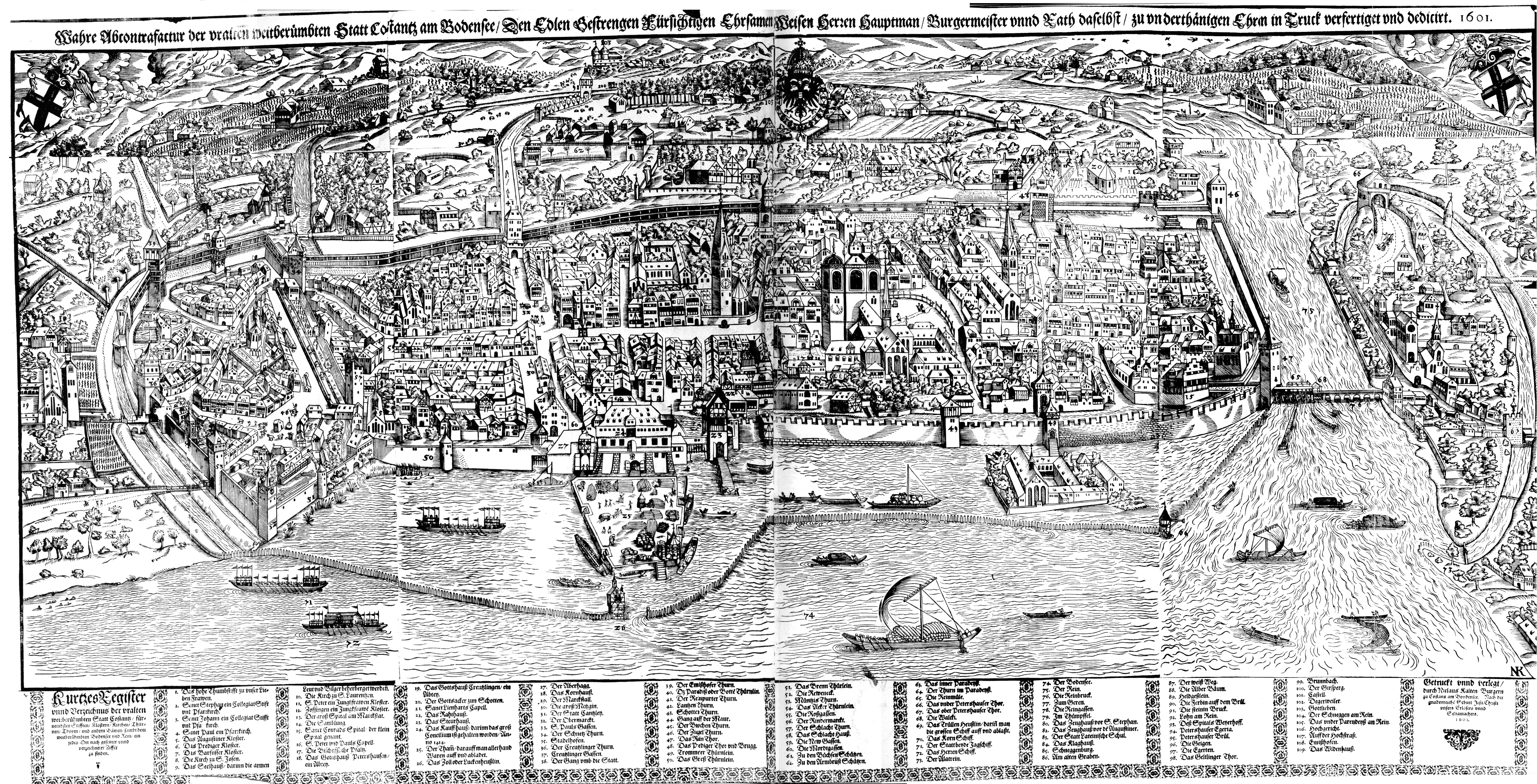
Konstanz
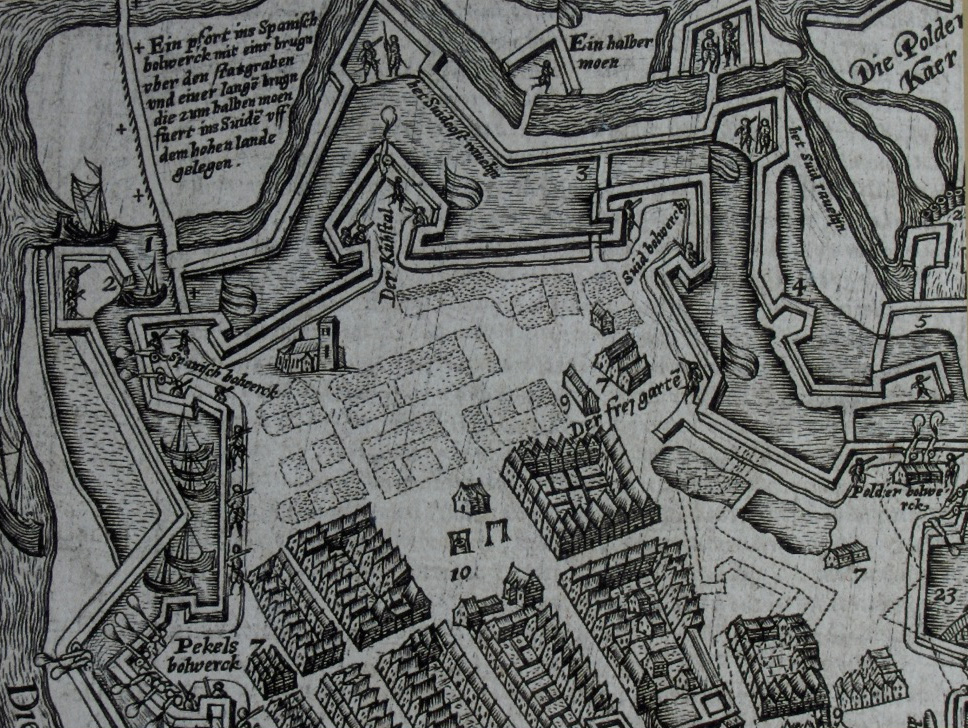
Ostende

## Geboren

### Erstes Halbjahr
- 08. Januar: Baltasar Gracián, spanischer Jesuit, Prediger und Schriftsteller († 1658)
- 10. Januar: Balthasar Gloxin, deutscher Jurist († 1654)
- 17. Januar: Marie de La Tour d’Auvergne, Herzogin von Thouars († 1665)
- 19. Januar: Guido Cagnacci, italienischer Maler († 1663)
- 16. Februar: Charles de Schomberg, französischer Feldherr († 1656)
- 19. Februar: Alonso Cano, spanischer Maler, Bildhauer und Architekt († 1667)
- 07. März: Johann Michael Moscherosch, Staatsmann, Satiriker und Pädagoge im Barockzeitalter († 1669)
- 22. April: Karl Filip von Schweden, Herzog von Södermanland († 1622)
- 000Mai: Spencer Compton, 2. Earl of Northampton, englischer Feldherr, Politiker und Peer († 1643)
- 23. Juni: Anna Maria von Ostfriesland, Herzogin zu Mecklenburg-Schwerin († 1634)

### Zweites Halbjahr
- 01. Juli: Gerhard Coccejus, Bremer Ratsherr und Professor der Rechte († 1660)
- 04. Juli: Otto von Senheim, deutscher kurfürstlicher Geistlicher († 1662)
- 06. Juli: Justus Gesenius, deutscher Theologe und Kirchenliederdichter († 1673)
- 18. Juli: Philipp I., erster Graf zu Schaumburg-Lippe († 1681)
- 30. Juli: Anna Eleonore von Hessen-Darmstadt, Herzogin und Regentin von Braunschweig-Lüneburg († 1659)
- 28. August: Sebastian von Lodron, Bischof von Gurk († 1643)
- 13. September: Jan Brueghel der Jüngere, niederländischer Maler († 1678)

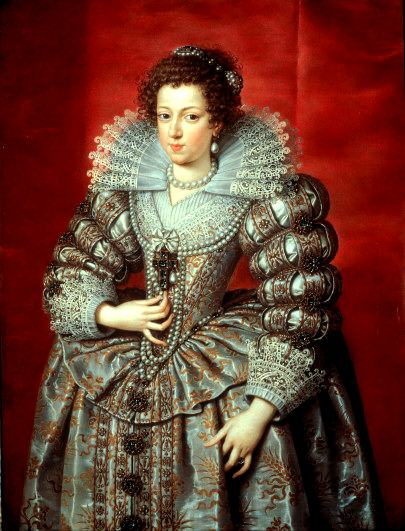
Anna von Österreich mit 15 Jahren, Frans Pourbus d. J.

- 22. September: Anna von Österreich, spanisch-portugiesische Infantin und Erzherzogin von Österreich, Königin und Regentin von Frankreich und Navarra († 1666)

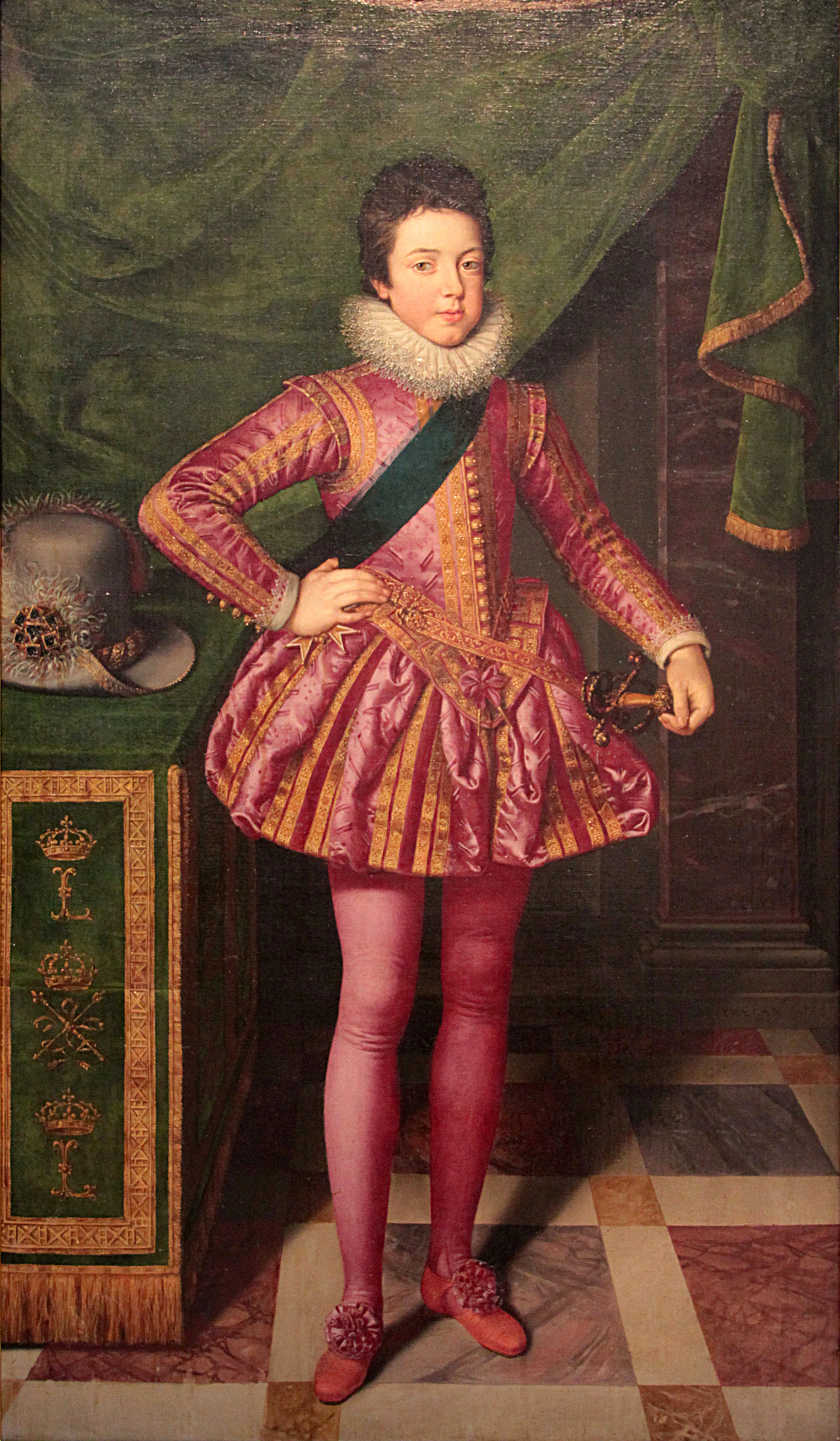
Louis XIII. mit 10 Jahren, gemalt von Frans Pourbus d. J.

- 27. September: Ludwig XIII., König von Frankreich und Navarra († 1643)
- 29. September: Christoph Schrader, deutscher Rhetoriker und Bibliothekar († 1680)
- 01. Oktober: Melchior Haugk, deutscher frühkapitalistischer Unternehmer († 1668)
- 07. Oktober: Florimond de Beaune, französischer Mathematiker († 1652)
- 08. Oktober: Joachim Betke, deutscher evangelischer Theologe und Spiritualist († 1663)
- 14. Oktober: Johann VIII. von Sayn-Wittgenstein, Militär, Diplomat und brandenburgischer Statthalter († 1657)
- 17. Oktober: Andreas Rivinus, deutscher Philosoph, Philologe, Mediziner und neulateinischer Dichter († 1656)
- 20. Oktober: Otto Heinrich von Callenberg, deutscher Politiker und Offizier († 1644)
- 24. Oktober: Alvise Contarini, Doge von Venedig († 1684)
- 09. November: Friedrich Wilhelm, Herzog von Teschen († 1625)
- 15. November: Anton Matthäus jun., deutscher Rechtswissenschaftler († 1654)
- 25. Dezember: Ernst I., Herzog von Sachsen-Gotha-Altenburg († 1675)
- 30. Dezember: Georg Achatz Heher, Jurist, Diplomat und Kanzler von Schwarzburg-Rudolstadt († 1667)

## Gestorben

### Todesdatum gesichert
- 03. Januar: Matthias Menius, deutscher Mathematiker, Astronom und Bibliothekar (* 1544)
- 11. Januar: Scipione Ammirato, italienischer Historiker (* 1531)
- 19. Januar: Henry Herbert, 2. Earl of Pembroke, englischer Adliger (* 1538)
- 29. Januar: Louise de Lorraine-Vaudémont, von 1575 bis 1589 Königin von Frankreich (* 1553)
- 07. Februar: Martin Garzes, Großmeister des Malteserordens (* 1526)
- 25. Februar: Robert Devereux, 2. Earl of Essex, englischer Politiker und Favorit von Elisabeth I. (* 1565)
- 08. März: Jacob Colijn de Nole, flämischer Bildhauer
- 05. April: Wolfgang von Dalberg, Erzbischof und Kurfürst von Mainz (* 1537)
- 07. April: Marie de Bourbon-Saint-Pol, Herzogin von Estouteville, Pair von Frankreich (* 1539)
- 03. Mai: August Friedrich, Markgraf von Brandenburg (* 1580)
- 05. Mai: Jakob Willemsz. Delff, holländischer Kupferstecher und Maler (* 1550)
- 10. Mai: Hans van Steenwinckel der Ältere, flämischer Baumeister und Bildhauer (* 1545/50)
- 12. Mai: Anna III. zu Stolberg, 30. Äbtissin des Reichsstiftes von Quedlinburg (* 1565)
- 16. Mai: Carl Henriksson Horn, schwedischer Feldmarschall und Staatsmann (* 1550)
- 31. Mai: Gebhard I. von Waldburg, Kurfürst und Erzbischof von Köln (* 1547)
- 24. Juni: Henriette de Clèves, Herzogin von Nevers und Gräfin von Rethel (* 1542)
- 25. Juni: Peregrinus Bertie, englischer Adliger, Diplomat und General (* 1555)
- 10. Juli: Damat Ibrahim Pascha, osmanischer Befehlshaber und Großwesir
- 09. August: Johannes Andreae, deutscher Pfarrer und Theologe (* 1554)
- 09. August: Mihai Viteazul, Fürst der Walachei (1593–1601), von Transsilvanien (1599–1600), und der Moldau 1600 (* 1558)
- 10. August: Giovanni Alberti, italienischer Maler (* 1558)
- 12. September: Meletios I. Pegas, Patriarch von Alexandria (* 1549)
- 18. September: Wolf Dietrich von Gemmingen, baden-durlachscher Rat und Oberstleutnant (* 1550)
- 28. September: Aert Mytens, flämischer Maler (* um 1541 oder um 1556)
- 09. Oktober: Nikolaus Krell, Kanzler des Kurfürsten von Sachsen, hingerichtet (* um 1550)

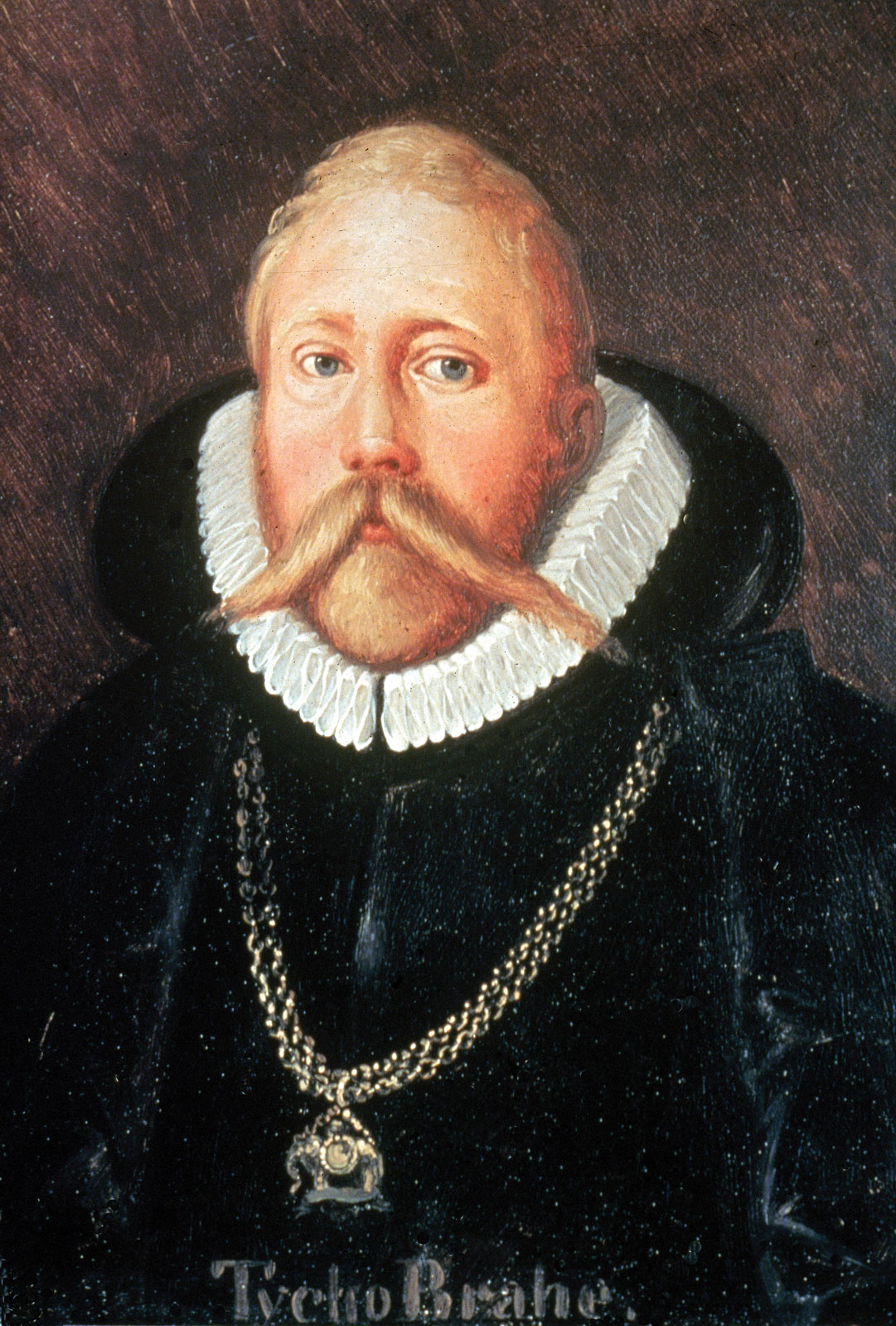
Tycho Brahe mit dem Elefanten-Orden

- 24. Oktober: Tycho Brahe, dänischer Astronom (* 1546)
- 24. Dezember: Johannes Dinckel, deutscher evangelischer Theologe (* 1545)
- 29. Dezember: Abraham von Graffenried, Schultheiss von Bern (* 1533)

### Genaues Todesdatum unbekannt
- Adolf XI., Graf von Holstein-Pinneberg und Graf von Schauenburg (* 1547)
- Anthony Bacon, englischer Parlamentarier und Spion (* 1558)
- Mikołaj z Wilkowiecka, polnischer Paulinerabt und Autor (* 1524)